# القريشية (الشرية)

تعديل مصدري - تعديل

القريشية هي إحدى قرى عزلة آل غنيم بمديرية الشرية التابعة لمحافظة البيضاء، بلغ تعداد سكانها 289 نسمة حسب تعداد اليمن لعام 2004.